# ND Primorje
Nogometno društvo Primorje Ajdovščina (deutsch: Fußballverein Primorje Ajdovščina), in der Regel abgekürzt als ND Primorje Ajdovščina bekannt, ist ein slowenischer Fußballverein aus dem westslowenischen Ajdovščina.

## Geschichte und Hintergrund
ND Primorje Ajdovščina entstand unter dem Namen Nogometno društvo Ajdovščina 2011 kurz nachdem sich der langjährige Erstligist NK Primorje nach dem Abstieg aus der Slovenska Nogometna Liga aufgrund finanzieller Probleme und einer folgenden Lizenzverweigerung für die zweitklassige Druga Slovenska Nogometna Liga im Mai des Jahres auflöste. Dabei übernahm der neu entstandene Klub die Jugendabteilungen des aufgelösten Vereins.
Ab 2012 hieß der Verein nach einem Zusammenschluss mit ŠD Škou zeitweise Ajdovščina Škou. Sukzessive stieg der Klub in der Folge aus den regionalen Ligen auf und 2015 gelang die Drittligameisterschaft in der Weststaffel, jedoch wurde in den Aufstiegsspielen gegen NK Zarica Kranj nach einem 1:1-Remis im Hinspiel durch eine 1:3-Niederlage der Aufstieg in die Zweitklassigkeit verpasst.
Nach einer Vizemeisterschaft im Folgejahr hinter NK Brda Dobrovo benannte sich der Klub 2016 in ND Primorje um, konnte aber unter neuem Namen zunächst nicht an die Erfolge anknüpfen. 2020 gewann die Mannschaft mit zwei Punkten Vorsprung auf NK Svoboda Ljubljana abermals die Weststaffel der dritten Liga und stieg dieses Mal in die Druga Liga auf. 
In der Saison 2023/24 wurde Primorje Meister der slowenischen zweiten Liga und stieg nach 13 Jahren wieder in die slowenische PrvaLiga, die höchste Liga des Landes, auf. Dies markierte die Rückkehr des Vereins in die erste Liga, nachdem der zuvor aufgelöste Klub zuletzt 13 Jahre zuvor in der obersten Spielklasse gespielt hatte.